# Festa Major de Vallbona
La Festa Major de Vallbona se celebra la segona setmana de juliol al barri de Vallbona, al districte de Nou Barris de Barcelona. El barri fa tres dies de festa major el segon cap de setmana de juliol. S'hi organitzen tota mena d'activitats destinades a tots els públics i per a tots els gustos, com ara torneigs esportius, festivals infantils, activitats per a la gent gran, àpats populars i balls de festa major amb orquestra.

## Actes destacats
- Cercavila. A Vallbona els actes de la festa major comencen amb una cercavila, amb el propòsit de convidar tots els veïns a unir-se a la celebració.[1]
- Elecció de l'hereu i la pubilla. El divendres al vespre, en un interval del ball de festa major, es fan públics els noms dels escollits com a hereu i pubilla del barri.[1]